# 제이슨 와일스
제이슨 와일스(Jason Wiles, 1970년 4월 25일 ~ )는 미국의 배우이다.

## 출연 작품
- 1990년 비버리힐즈의 아이들
- 1993년 빅 보이스 돈 크라이
- 1994년 로드레이서
- 1995년 캠퍼스 정글
- 1995년 키킹 앤 스크리밍
- 1995년 윈드러너
- 2005년 커맨더 인 치프
- 2005년 크리미널 마인드
- 2007년 조디악
- 2007년 아미 와이브즈
- 2008년 리빙 헬
- 2009년 스텝파더
- 2009년 퍼슨 언노운
- 2009년 플레이 데드
- 2010년 보스톤스 파이니스트
- 2012년 모니카